# Taramassus cervus
Taramassus cervus är en insektsart som beskrevs av Giglio-tos 1907. Taramassus cervus ingår i släktet Taramassus och familjen gräshoppor. Inga underarter finns listade i Catalogue of Life.